# Jorge Villamil

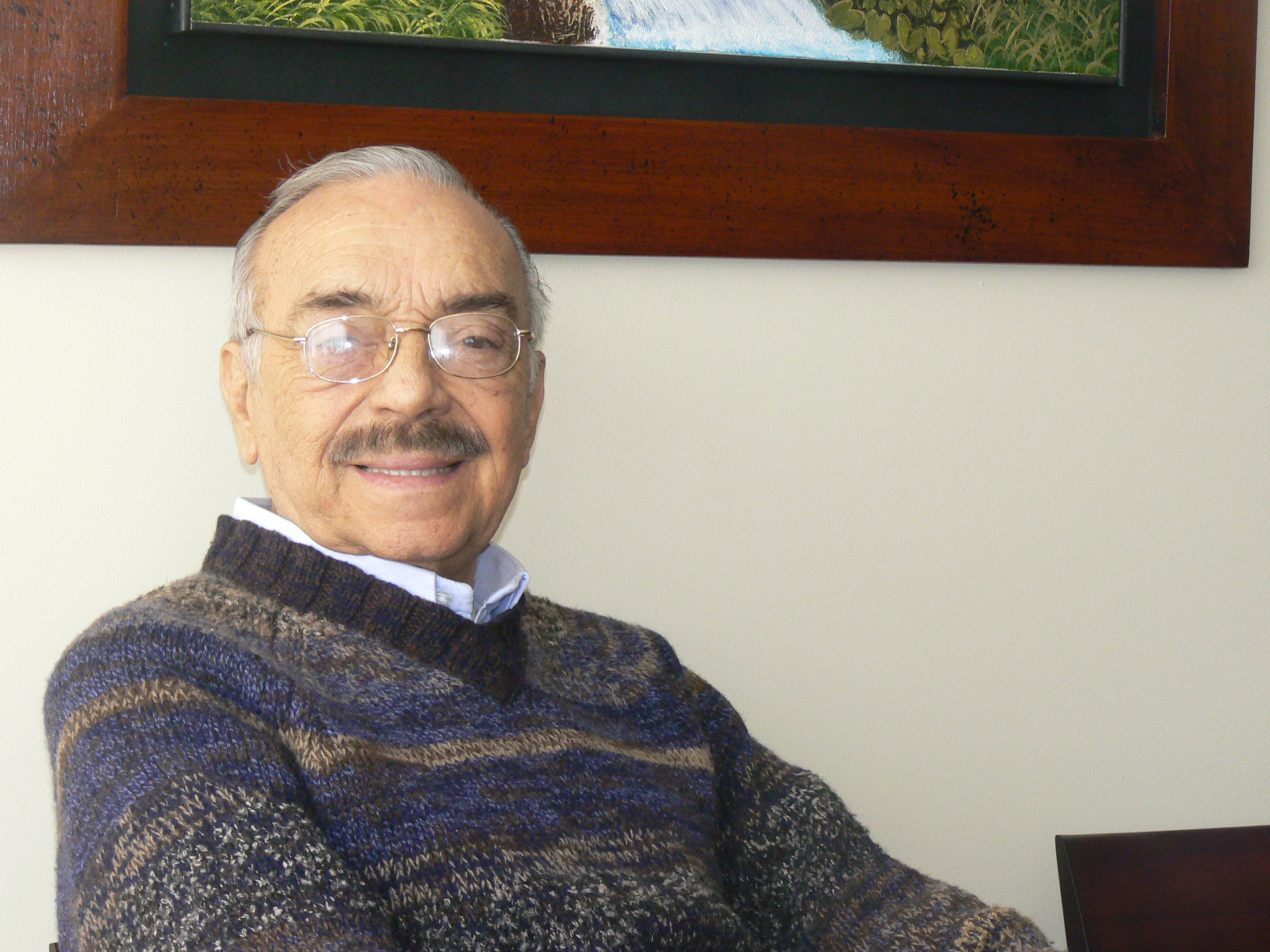

Jorge Villamil Cordovez (Neiva, 6 de junho de 1929 – Bogotá, 28 de fevereiro de 2010) foi um compositor e médico traumatologista colombiano.
Compôs mais de 200 canções, que foram gravadas por artistas de todo o mundo.